# Президент Беніну
Президент Беніну — голова держави Бенін.

## Республіка Дагомея (1960—1975)
- Кутуку Юбер Мага (1 серпня 1960 — 27 жовтня 1963) — голова держави до 31 грудня 1960
- Крістоф Согло (27 жовтня 1963 — 25 січня 1964) — очільник Тимчасового уряду
- Суру Міган Апіті (25 січня 1964 — 27 листопада 1965)
- Жустін Агомадегбе-Тометін (27 листопада 1965 — 29 листопада 1965) — в. о. президента
- Тахіру Конгаку (29 листопада 1965 — 22 грудня 1965) — в. о. президента
- Крістоф Согло (29 листопада 1965 — 19 грудня 1967)
- Жан-Батіст Хашем (19 грудня 1967 — 20 грудня 1967) — голова Революційного комітету
- Моріс Куандете (20 грудня 1967 — 21 грудня 1967) — голова держави
- Альфонс Амаду Алле (21 грудня 1967 — 17 липня 1968) — голова держави
- Еміль Зінсу (17 липня 1968 — 10 грудня 1969)
- Моріс Куандете (10 грудня 1969 — 13 грудня 1969)
- Поль-Еміль де Соуза (13 грудня 1969 — 7 травня 1970) — голова Директорії
- Кутуку Юбер Мага (7 травня 1970 — 7 травня 1972) — голова Президентської ради
- Жустін Агомадегбе-Тометін (7 травня 1972 — 26 жовтня 1972) — голова Президентської ради
- Матьє Кереку (26 жовтня 1972 — 30 листопада 1975)

## Народна Республіка Бенін (1975—1990)
- Матьє Кереку (30 листопада 1975 — 1 березня 1990)

## Республіка Бенін (з 1990)
- Матьє Кереку (1 березня 1990 — 4 квітня 1991).
- Нісефор Согло (4 квітня 1991 — 4 квітня 1996).
- Матьє Кереку (4 квітня 1996 — 6 квітня 2006).
- Яї Боні (6 квітня 2006 — 6 квітня 2016).
- Патріс Талон (6 квітня 2016 —)[1].